# Teoria typów
Teoria typów – klasa systemów formalnych w informatyce teoretycznej i logice matematycznej, w których każdy termin ma typ, a operacje są ograniczone do terminów określonego typu. Teoria typów może służyć jako alternatywa dla teorii zbiorów jako podstawy dla całej matematyki. Teoria typów jest ściśle związana z systemami typów (i częściowo pokrywa się z nimi), które są funkcją języków programowania zmniejszającą liczby błędów. Dwie najbardziej znane teorie typów to typ rachunku λ Alonzo Churcha i intuicyjna teoria typów Per Martina-Löfa.